# Мониловка
Мониловка (укр. Монилівка) — село в Зборовской городской общине Тернопольского района Тернопольской области Украины.
Код КОАТУУ — 6122689703. Население по переписи 2001 года составляло 257 человек.
До 2020 года входило в Зборовский район.

## Географическое положение
Село Мониловка находится у истоков реки Восточная Стрыпа,
ниже по течению на расстоянии в 0,5 км расположено село Беримовцы.

## История
- 1532 год — дата основания.

## Объекты социальной сферы
- Школа I—II ст.